# Ahlen-Falkenberger Moor, Halemer/Dahlemer See
Das Ahlen-Falkenberger Moor, Halemer/Dahlemer See ist ein Naturschutzgebiet in niedersächsischen im Landkreis Cuxhaven.

## Geographie
Das Ahlenmoor ist mit einer Fläche von rund 40 Quadratkilometern das größte Hochmoor im Landkreis Cuxhaven und gehört neben dem Teufelsmoor zu den größten Mooren Niedersachsens. Obwohl das ursprüngliche Biotop im Verlauf des 20. Jahrhunderts durch Torfabbau, Trockenlegung und Besiedelung stark in Mitleidenschaft gezogen wurde, finden sich im Ahlenmoor heute noch einige naturnahe Hochmoorreste. Diese stehen nach der FFH-Richtlinie (92/43/EWG) unter Naturschutz und gehören zum europaweiten Schutzgebietssystem „Natura 2000“.
Seit dem Ende der letzten Eiszeit vor etwa 10.000 Jahren entstanden in den abflusslosen Senken zwischen den sandigen Geestrücken und dem sich entwickelnden Hochmoor einige große, aber flache Moorrandseen. Die Ufer des Dahlemer und Halemer Sees (die zusammen etwa eine Ausdehnung von 190 Hektar besitzen) werden von ausgedehnten Randsümpfen mit Röhrichten und Weidengebüschen gesäumt. Zu den Besonderheiten des Dahlemer Sees gehört, dass er „mit dem Wind wandert“. Während sich am östlichen Ufer eine etwa einen Meter hohe Steilkante gebildet hat, an der der See stetig in das Hochmoor vordringt, verlandet gleichzeitig das westliche Ufer.

## Naturschutz und Nutzung

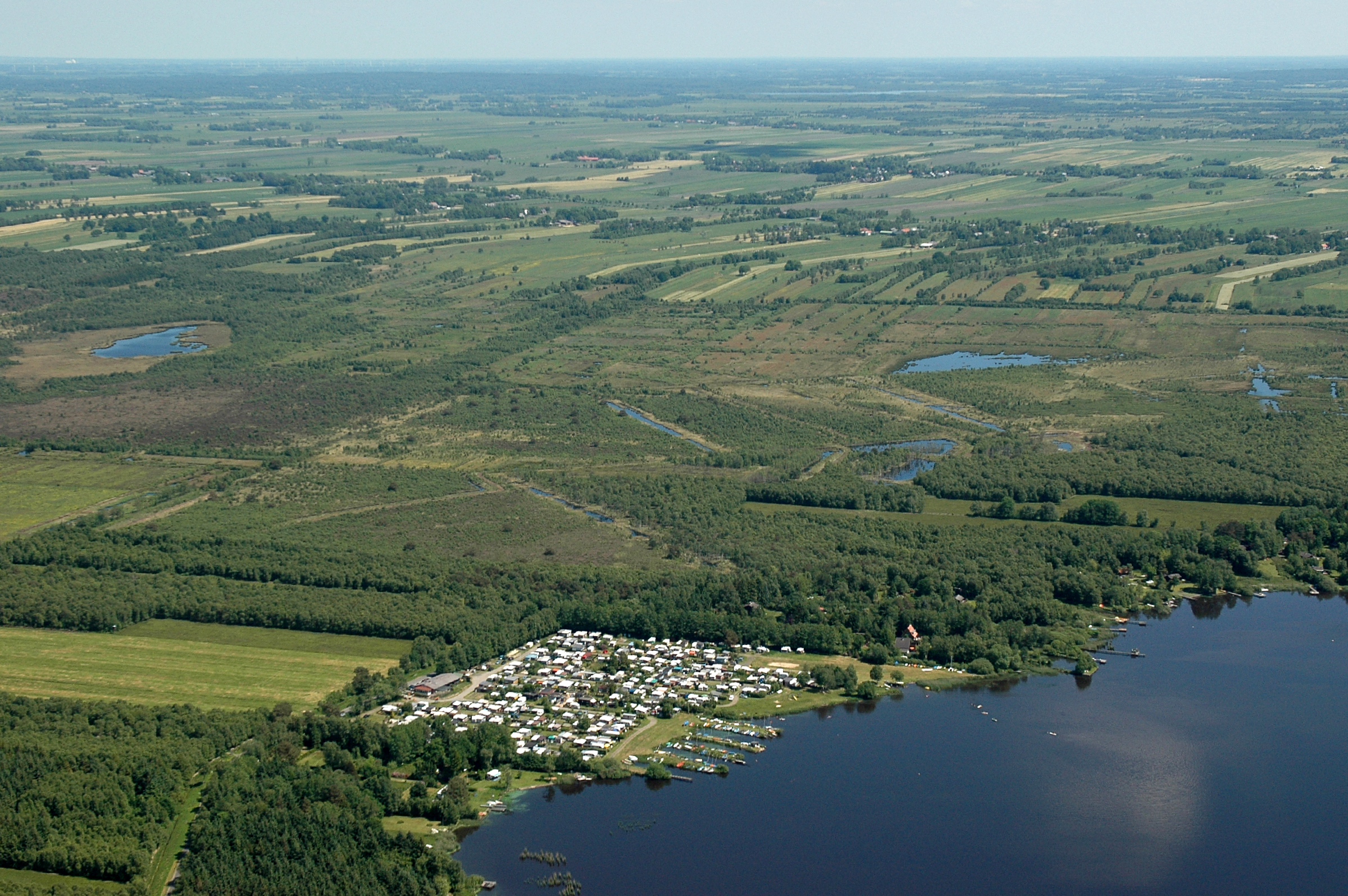
Luftbild vom Ahlenmoor (im Vordergrund der Campingplatz am Flögelner See)

Schon 1932 wurde ein Uferstreifen des Dahlemer Sees unter Naturschutz gestellt. Heute stehen beide Seen unter Schutz; das Befahren mit Booten ist ganzjährig verboten. Im Winter nutzen besonders Wasservögel die Seen als Rastgebiete. Im Sommer dienen die Ufergebiete als Brutgebiete vieler einheimischer, zum Teil gefährdeter Vogelarten. Der Flögelner See hingegen wird touristisch und wirtschaftlich genutzt. Am Nordufer befinden sich ein Campingplatz und eine Wochenendhaussiedlung. Am Südufer, im Ort Flögeln, existieren Übernachtungsmöglichkeiten, Bootsverleihe, Restaurants und Fischräuchereien.

## Torfabbau und Geschichte

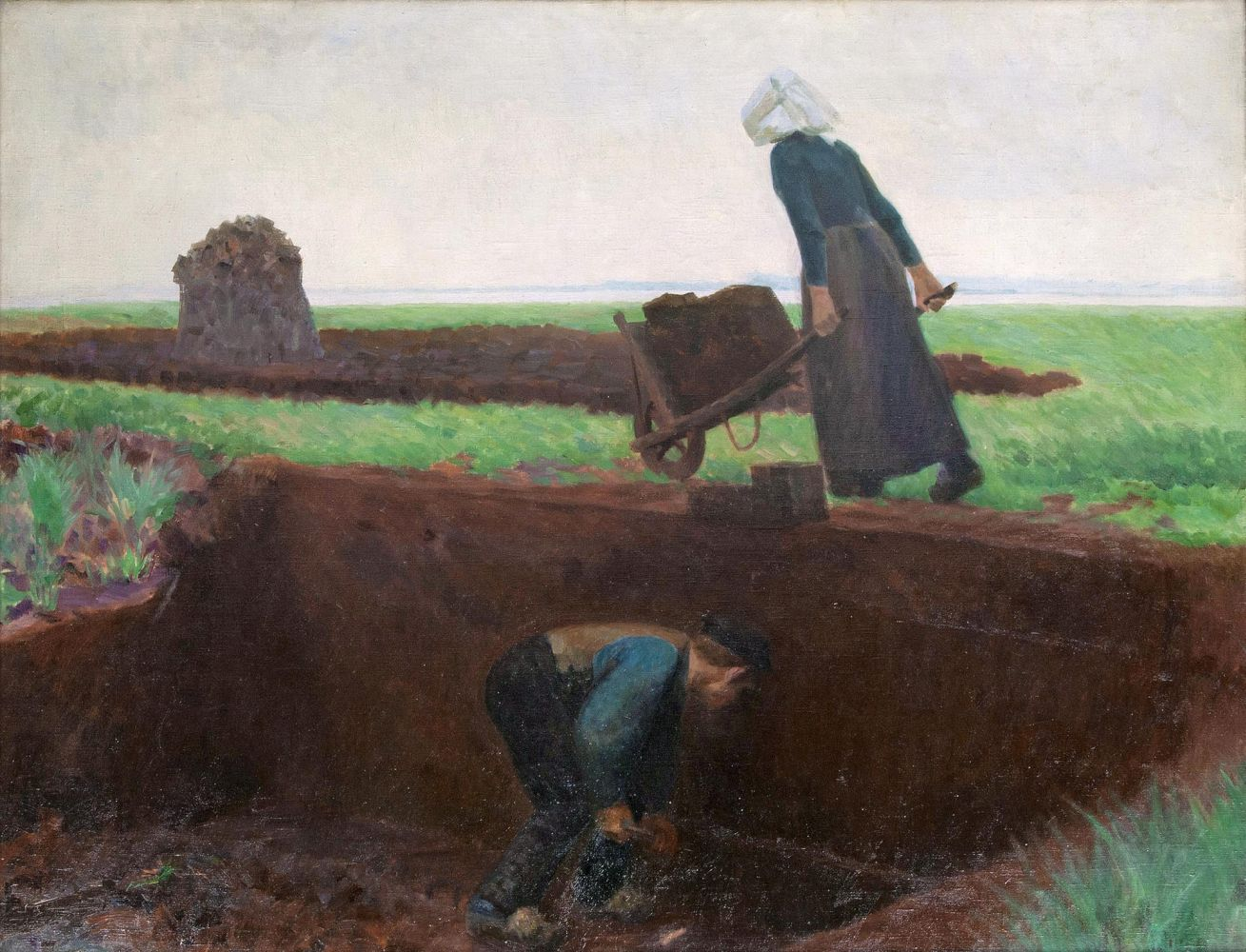
Julius von Ehren: Torfstecher, Ahlenmoor bei Flögeln, 1903

Entlang des Nord- und Ostrandes des Ahlenmoores erkennt man heute noch immer eine lange Kette von „Moorkuhlen“. Diese kennzeichnen den letzten Stand des ehemaligen, bäuerlichen Torfstichs. Spätestens seit dem 17. Jahrhundert hatte man von den Moorrandsiedlungen Wanna-Süderleda, Ihlienworth-Westerende, Mittelteil und Medemstade, sowie von Steinau aus begonnen, den Torf zu stechen. Die Streifen abgetorften Landes wurden so nach und nach in Kulturland verwandelt und der getrocknete Torf konnte als Brennstoff genutzt werden. Die jährliche Abtorfungsrate betrug aber nur etwa drei bis fünf Meter im Jahr. Ansonsten war das Ahlenmoor bis zum Ende des 19. Jahrhunderts eine weite, baumlose, im Zentrum leicht urglasförmig gewölbte Fläche, die fast nur mit Heidekraut, Pfeifen- und Wollgras bewachsen war. Ein charakteristisches Schauspiel war die Balz der Birkhühner, bei denen die Hähne im ersten Morgenlicht auf immer denselben Balzplätzen zusammenkamen.

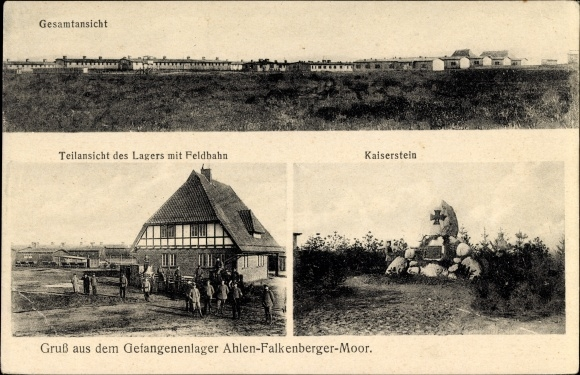
Gruß aus dem Gefangenenlager Ahlen-Falkenberger-Moor

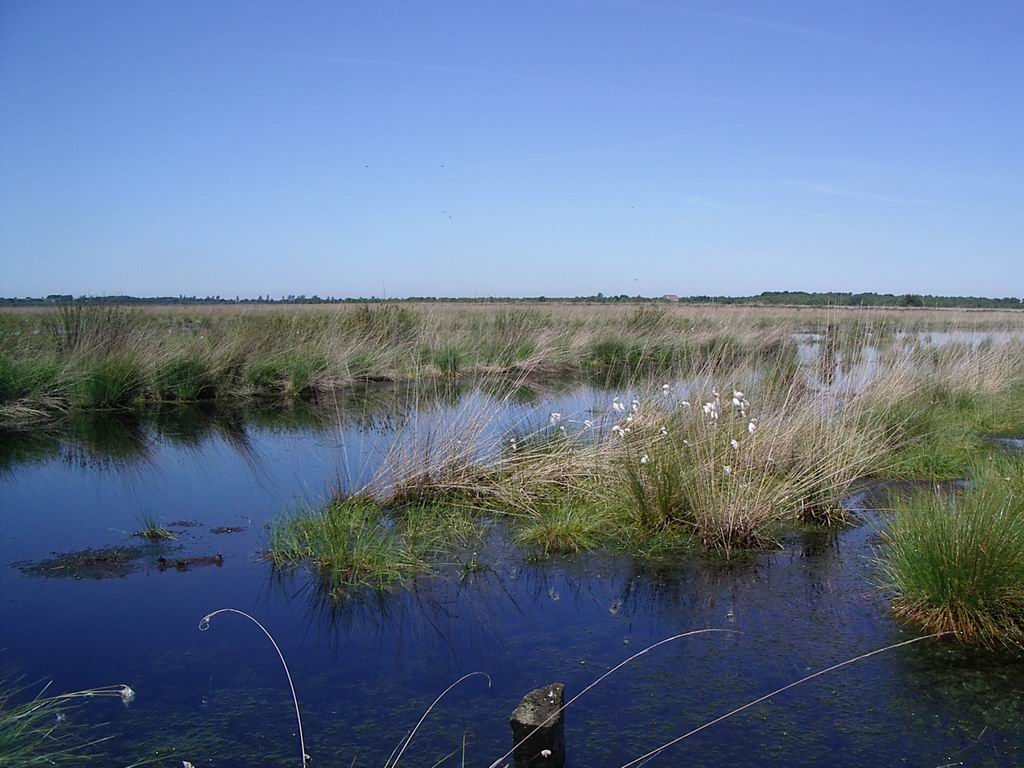
Das Ahlenmoor, renaturiert

Die Kultivierung des Ahlenmoors begann bereits während des Ersten Weltkrieges, wobei besonders russische Kriegsgefangene eingesetzt wurden. Die systematische Kultivierung durch Entwässerung und Einsatz von Kunstdünger wurde aber erst in den 1950er-Jahren durchgeführt. Hiermit versuchte man besonders den zugezogenen Bauern aus den deutschen Ostgebieten eine neue Existenzgrundlage zu schaffen. 1956 begann der industrielle Torfabbau, größtenteils für die Produktion von Blumenerde. Auch hierbei wurden noch bis in die 1980er Jahre hinein Strafgefangene eingesetzt, die in einem Lager in Ahlen-Falkenberg untergebracht waren.
Das entstandene Kulturland wird heute überwiegend als Grünland genutzt. Nur noch ungefähr 17 Prozent der Moorfläche sind noch unkultiviert, und davon kann nur noch ein bis zwei Prozent als naturnah angesehen werden. Die typische Hochmoorflora wird auch hier zunehmend von Pflanzen mit hohem Wasser- und geringem Nährstoffbedarf verdrängt, wie der Moorbirke und die Blaubeere. Andererseits werden viele Weideflächen heute nur noch extensiv genutzt. Hier siedeln sich wieder Seggen, Binsen und verschiedene andere Kräuter an, die ihrerseits Libellen, Schmetterlinge und andere Insekten anlocken. In einigen abgetorften Gebieten werden außerdem Maßnahmen zur Renaturierung ergriffen.